# 32263 Kusnierkiewicz
32263 Kusnierkiewicz este un asteroid din centura principală de asteroizi.

## Descriere
32263 Kusnierkiewicz este un asteroid din centura principală de asteroizi. A fost descoperit pe 31 iulie 2000 la Cerro Tololo de Marc W. Buie. Asteroidul prezintă o orbită caracterizată de o semiaxă mare de 2,81 ua, o excentricitate de 0,02 și o înclinație de 2,7° în raport cu ecliptica.